# Melody (spanyol énekesnő)
Melodía Ruiz Gutiérrez művésznevén Melody (Puerto Serrano, 1990. október 12. –) spanyol énekesnő. Ő képviselte Spanyolországot a 2025-ös Eurovíziós Dalfesztiválon, Bázelben, az Esa diva című dalával.

## Karrier

### Korai évek
Melodía Ruiz Gutiérrez 1990. október 12-én született Dos Hermanasban, Andalúziában. A családja is foglalkozott zenével: az édesapja és más rokonai egy Sevilla-i zenekarban játszottak. Melody már kisgyermekként énekelt, és hatévesen kijelentette, hogy az éneklésre és táncolásra született.
A rumba flamenco veteránja, El Fary fedezte fel, miután édesapja elküldte neki egyik demóját. 2001-ben, tízévesen kiadta debütáló albumát, a De pata negra-t, amelyen az El baile del gorila című sláger is szerepelt. Az album hatalmas siker lett, és több mint félmillió példányban kelt el. 2002-ben fellépett a Viña del Mar-i Nemzetközi Dalfesztiválon, majd szintén ebben az évben kiadta második albumát, a Muévete-t, amely szintén nagy sikereket ért el.

### További albumok
2003-ban megjelent a harmadik albuma, a T.Q.M., amelyről a Dabadabadá című dal szerepelt egy brazil telenovella betétdalaként is. 2004-ben a Melodía című albummal már egy tinédzser közönséget célzott meg, és egy duettet is kiadott a görög tenorral, Máriosz Frangúlisszal közösen. 2008-ban, hosszabb szünet után, visszatért a Los buenos días albummal.

### 2009-es eurovíziós válogató és további sikerek
2009-ben Melody az Amante de la luna című dallal részt vett a spanyol eurovíziós nemzeti válogató műsorban, ahol a második helyezett lett Soraya mögött. 2012-ben kiadta a Mucho camino por andar című albumát. 2013–2014-ben szerepelt a Sztárban sztár spanyol változatában, a Tu cara me suena című televíziós műsorban, ahol ismert előadókat utánozott, és a második helyezést érte el.
2015. május 29-én Melody kiadta az In My Mind című balladát digitális kislemezként. Ez volt a főcímdala az It's Now or Never című 2015-ös spanyol filmnek, amelyben Melody is szerepelt, ezzel debütálva színésznőként.
2018. június 29-én megjelent a Parapapá című kislemeze, amely az első megjelenése volt 2015 óta. A dal producere Rafa Vergana volt, és Miamiban rögzítették. A hozzá készült videoklipet június 28-án töltötték fel a YouTube-ra, és az első három hétben 2,2 millió megtekintést ért el.
2019. február 15-én kiadta a Rúmbame című dalt, melynek a videoklipje február 26-án jelent meg a YouTube-on.
2024 októberében Melody vendégzsűriként szerepelt a Drag Race España negyedik évadában.

### 2025-ös Eurovíziós Dalfesztivál
2024. november 12-én az RTVE bejelentette, hogy az énekesnő résztvevője lesz a 2025-ös Benidorm Fest eurovíziós nemzeti válogatónak. Esa diva című versenydalával megnyerte a február 1-jén rendezett döntőt, ahol a nemzeti és a nemzetközi zsűri, valamint közönség pontjai alakították ki a végeredményt, így ő képviselhette hazáját az Eurovíziós Dalfesztiválon. A verseny május 17-én rendezett döntőjében a huszonnegyedik helyen végzett.

## Diszkográfia

### Albumok
- De pata negra (2001)
- Muévete (2002)
- T.Q.M. (2003)
- Melodía (2004)
- Los buenos días (2008)
- Mucho camino por andar (2014)